# Liste der denkmalpflegerischen Sachgesamtheiten in Leipzig
Die Liste der denkmalpflegerischen Sachgesamtheiten in Leipzig enthält alle räumlich ausgedehnten denkmalpflegerischen Sachgesamtheiten in Leipzig, die in der Denkmalliste vom Landesamt für Denkmalpflege Sachsen mit Stand vom 20. Juni 2013 ausgewiesen wurden.

## Legende
- Bezeichnung: Nennt den Namen, die Bezeichnung oder die Art des Kulturdenkmals. Der Link führt auf den Sachgesamtheitseintrag in der jeweiligen Ortsteilliste.
- Adresse: Nennt den Straßennamen und wenn vorhanden die Hausnummer des Kulturdenkmals. Die Grundsortierung der Liste erfolgt nach dieser Adresse. Der Link „Karte“ führt zu verschiedenen Kartendarstellungen und nennt die Koordinaten des Kulturdenkmals.
- Datierung: Gibt die Datierung an; das Jahr der Fertigstellung bzw. den Zeitraum der Errichtung. Eine Sortierung nach Jahr ist möglich.
- Beschreibung: Nennt bauliche und geschichtliche Einzelheiten des Kulturdenkmals, vorzugsweise die Denkmaleigenschaften.
- ID: Gibt die vom Landesamt für Denkmalpflege Sachsen vergebene Objekt-ID des Kulturdenkmals an.

## Parks und Grünanlagen
| Bild                                    | Bezeichnung                                               | Lage                                                     | Datierung | Beschreibung | ID       |
| --------------------------------------- | --------------------------------------------------------- | -------------------------------------------------------- | --- | --- | -------- |
| Direkt Bild zu diesem Denkmal hochladen | Vierreihige Lindenallee                                   | Grünau, Parkallee (Karte)                                | 1911/1912 (Gehölz) | Vierreihige Lindenallee zwischen dem ehemaligen Gutspark Schönau und der Villa Sack, heute Robert-Koch-Park (Sachgesamtheit) | 09262765 |
| Weitere Bilder                          | Parkanlage Rosental                                       | Zentrum-Nordwest (Karte)                                 | | Sachgesamtheit Rosental: Weitläufige Parkanlage mit Wegenetz sowie altem Gehölzbestand und barocken Sichtachsen (Gartendenkmal) und Grenzsteinen, Denkmälern, Brunnen und Brücken (Einzeldenkmale, siehe Einzeldenkmalliste – Obj. 09299185) | 09304529 |
| Weitere Bilder                          | Parkanlage Volkspark Kleinzschocher                       | Kleinzschocher, Antonienstraße (Karte)                   | vermutlich 1927 (Parkanlage) | Volkspark Kleinzschocher: Parkanlage und Allee; Zugang mit Denkmal; gestaltete Anlage mit Wegesystem, Rondell, Hecken, Spielplatz; einschließlich Küchenholzallee, Küchenholz, Hahnholz (Sachgesamtheit) | 09263624 |
| Weitere Bilder                          | Parkgaststätte                                            | Dölitz-Dösen, Bornaische Straße 210 (Karte)              | 1956 (Ausstellungshalle, Halle der Jugend); 1960/1961 (Ausstellungshallen 11, 13); um 1920 (Tempel); um 1960 (Skulpturen); 1980er Jahre (Plastik) | Sachgesamtheitsbestandteil der Sachgesamtheit agra-Park, mit dem Einzeldenkmal: Parkgaststätte, Ausstellungshalle 18 (ehemals Halle der Jugend) und Skulpturen (siehe Einzeldenkmalliste – Obj. 09302189) sowie Ausstellungshallen 11, 13 und Wandbilder am ehemaligen Klubhaus und an der Buchhandlung (Mosaike) als Sachgesamtheitsteile und die Parkanlage (Gartendenkmal) mit Wegesystem, Teich sowie strukturbildendem Pflanzen- und Gehölzbestand (siehe auch Sachgesamtheitsdokument, Markkleeberg, OT Markkleeberg, Raschwitzer Straße 11–13 – Obj. 09304154); einst Bestandteil des Herfurthschen Parkes in Markkleeberg, ortsgeschichtliche, kulturgeschichtliche, gesellschaftsgeschichtliche, gartenkünstlerische und landschaftsgestaltende Bedeutung                                               | 09296238 |
|                                         | Gelände des Park-Krankenhauses                            | Meusdorf, Chemnitzer Straße 50 (Karte)                   | 1899 (Krankenhaus) | Gelände des Park-Krankenhauses als Denkmalsachgesamtheit mit verschiedenen Gebäuden, Wasserturm (siehe Obj. 09301725 – 1/2008 abgebrochen), Gedenksteinen, Wegenetz, 2 Fahnenmasten; Gebäude: Kleine Kirche, Wäscherei, Küche, B 1, B 2, B 3, B 4, B 5, B 6, B 7, B 8, B 21, B 27, B 28, B 29, B 35, A 1, A 2, A 3, A 4, A 5, A 6, A 7, A 8, Hauptgebäude B 19 (bez. 1900–1901) mit davor gestalteter Grünanlage, C 1, D 1, Wohnhaus E 15, A 9, Kegelbahn, Eiskeller, Völkerschlacht-Erinnerungsstein. Architekt: Otto Wilhelm Scharenberg | 09263898 |
| Weitere Bilder                          | Clara-Zetkin-Park                                         | Zentrum-Süd, Clara-Zetkin-Park (Karte)                   | 1870/1874 (Volkspark Scheibenholz); 1955 (Clara-Zetkin-Park); 1966 (Bronzeplastik) | Sachgesamtheit Clara-Zetkin-Park, dazu gehören: Parkanlage in seiner Raumbildung, Bodenmodellierung und Flächengliederung, mit Wegesystem, struktur- und raumbildender Bepflanzung, Anton-Bruckner-Allee inklusive seiner Alleen, Sachsenbrücke (siehe Einzeldenkmalliste – Obj. 09262690) und großem Wasserbecken mit Fontäne, der südliche Parkteil mit Teich und Insel, Musikpavillon, Gärtnerhaus, Parkbühne und Café, Spielpavillon und Dahlienterrassen sowie Parkfiguren, der nördliche Teil mit zwei Hügeln und Franz-Schubert-Denkmal und der westliche, jenseits des Elsterflutbettes gelegene Teil mit Pavillon aus Gerhards Garten und Karl-Heine-Denkmal im OT Schleußig (siehe Einzeldenkmalliste – Obj. 09292349); baugeschichtliche, stadtgeschichtliche, bau- und gartenkünstlerische Bedeutung | 09295784 |
| Weitere Bilder                          | Park des ehem. Gutes                                      | Schönau, Garskestraße (Karte)                            | | Schönauer Park des ehemaligen Gutes mit Teich, Wegenetz und altem Gehölzbestand (Sachgesamtheit) | 09262764 |
| Weitere Bilder                          | Diakonissenkrankenhaus                                    | Altlindenau, Georg-Schwarz-Straße 49; 51; 53 (Karte)     | 1901 bis 1933 (Krankenhaus) | Diakonissenkrankenhaus Leipzig mit Stationen, Vorhalle, Feierabendhaus, Pfarrhaus, Poliklinik, Pförtnerhaus und Einfriedung sowie Freianlagen; Sachgesamtheit (Putzfassade mit Blendfachwerk – Ziergiebel, und Andreaskreuze, Veranden und schmiedeeiserne Gitter, Bleiglasfenster im Treppenhaus; Wohnhaus s. a. Ahlfeldstraße 2) | 09298761 |
|                                         | Sachgesamtheit „Clara-Zetkin-Park“                        | Zentrum-West, Johannapark (Karte)                        | 1858–1861 (Parkanlage); 1896 (Seyfferth-Denkmal); 1967 (Clara-Zetkin-Denkmal); 1884–1886 (Kirche); 1988 (Gartenpavillon) | Zur Sachgesamtheit „Clara-Zetkin-Park“ gehören: Parkanlage in seiner Raumbildung, Bodenmodellierung und Flächengliederung, mit Wegesystem, struktur- und raumbildender Bepflanzung, Teichanlage mit zwei Bogenbrücken und Fontäne, Kinderspielplatz, Seyfferth-Denkmal und Clara-Zetkin-Denkmal, Walter-Cramer-Stele und Pavillon sowie Blickbeziehungen und Lutherkirche mit Grabstätte Seyfferth (siehe Ferdinand-Lassalle-Straße 25, Obj. 09290100); baukünstlerische, stadtgeschichtliche und personengeschichtliche Bedeutung | 09290256 |
| Weitere Bilder                          | Sachgesamtheit „Palmengarten“                             | Altlindenau, Klingerhain (Karte)                         | 1888–1899 (Parkanlage); 1924 (Aufstellung Denkmal) | Sachgesamtheit „Palmengarten“: Parkanlage einschließlich des Klingerhains in seiner Raumbildung und Flächengliederung mit Bodenmodellierung, Wegesystem, struktur- und raumbildender Bepflanzung, Brücke mit schmiedeeisernen Geländer und Figurengruppen und Postament des Richard-Wagner-Denkmals; gartenkünstlerisch, städtebaulich und stadtgeschichtliche Bedeutung | 09260852 |
|                                         | Sachgesamtheit Schloss Gundorf                            | Böhlitz-Ehrenberg, Leipziger Straße 206 (Karte)          | um 1720 (Rittergut) | Sachgesamtheit Schloss Gundorf mit Schloss, Seitengebäude, eiserne Toranlage an der Leipziger Straße und Parkanlage (Gartendenkmal, siehe Einzeldenkmalliste – Obj. 09258870, gleiche Anschrift); repräsentatives Herrenhaus mit Mansarddach und seitlichem Turm, Seltenheits- und Geschichtswert | 09303339 |
| Weitere Bilder                          | Sachgesamtheit Gohliser Schlößchen                        | Gohlis-Süd, Menckestraße 23 (Karte)                      | 1755/1756 (Schlossanlage) | Sachgesamtheit Gohliser Schlösschen: Gohliser Schlößchen (Einzeldenkmal) mit Gartenanlagen (Gartendenkmal), sämtlichen Nebengebäuden und Einfriedung sowie Plastiken (Friedrich-August-Denkmal von Oeser 1780; Gellert-Sulzer-Denkmal; Vertumnum und Pomona; drei Plastiken Tanzendes Paar mit Putto) und schmiedeeisernes Tor aus Gerhards Garten (Einzeldenkmale, siehe auch Einzeldenkmalliste – Obj. 09293463, gleiche Anschrift), nach historischem Vorbild restaurierte Gartenanlage, auf die Achse des Gebäudes ausgerichtetes kleines Parterre, welches an den Seiten von Orangerien gefasst wird. Zentrales Wasserbecken mit Fontäne im Zentrum des Parterres und Abschluss zum Poetenweg durch Heckenstrukturen und eine teilweise durchbrochene Mauer mit bekrönten Säulen.                           | 09303853 |
| Weitere Bilder                          | Sachgesamtheit „Palmengarten“                             | Zentrum-Nordwest, Palmengarten (Karte)                   | 1888–1899 (Parkanlage); 1893 (Gartenpavillon) | Sachgesamtheit „Palmengarten“: Parkanlage in seiner Raumbildung und Flächengliederung mit Wegesystem, struktur- und raumbildender Bepflanzung, Teichanlage (z. T. trocken) mit Insel, Fontäne, Brücken und Grotte mit ehemaligem Wasserfall, Parkhäuschen mit Mauerresten an der Brücke zum Klingerhain und gusseisernem Pavillon; gartenkünstlerische und stadtgeschichtliche Bedeutung | 09294348 |
| Weitere Bilder                          | Zoologischer Garten                                       | Zentrum-Nordwest, Pfaffendorfer Straße 29 (Karte)        | 1824 (Alte Zooschule); bez. 1878 (Altes Raubtierhaus, Abbruch 2002); um 1900 (Affenhaus); um 1900/1905 (Eingangsgebäude und Eingang); bez. 1910 (Aquarium); 1912–1913 (Terrarium); um 1928 (Affeninsel); 1925/1930 (Greifvogelkäfige); 1925/1926 (Dickhäuterhau…) | Zoologischer Garten als Sachgesamtheit: gestaltete Anlage mit Parkcharakter, zentraler Achse, Alleen und altem Baumbestand, Einfriedungen, Wegenetz, Brücken, Pavillons, Brunnen und Pergolen, Plastiken, Gedenkstein, Gedenktafel sowie Aquarium, Terrarium, Tierhäuser und Anlagen (Raubtierhaus, Altes Raubtierhaus, Affenhaus, Affeninsel, Bärenburg, Dickhäuterhaus, Huftieranlage, Rentierhaus, Greifvogelkäfige, Ententeich, Raubtierfreigehege, Taubenhaus), Transformatorenhaus, Gaststätte Schweizerhaus, Vogelfreiflughalle (1969), ferner Verwaltungs- und Wirtschaftsgebäude, zentraler Eingangsbau mit Löwentor an der Pfaffendorfer Straße (s. a. Denkmalkartierung); | 09304553 |
| Direkt Bild zu diesem Denkmal hochladen | Sachgesamtheit: Villa im Stil eines englischen Landhauses | Connewitz, Prinz-Eugen-Straße 40 (Karte)                 | bez. 1906 (Villa) | Sachgesamtheit: Villa im Stil eines englischen Landhauses mit originaler Ausstattung der Diele (Einzeldenkmal, siehe Einzeldenkmalliste – Obj. 09296308, gleiche Anschrift) und Parkgelände (Gartendenkmal) | 09303845 |
| Direkt Bild zu diesem Denkmal hochladen | Sachgesamtheit Lindenhof                                  | Connewitz, Prinz-Eugen-Straße 42 (Karte)                 | 1802 (Gut) | Sachgesamtheit Lindenhof: Hofanlage mit klassizistischem Herrenhaus, Nebengebäude, Toreinfahrt, gründerzeitlichem hochaufragendem Gebäude (sog. Turmhaus) (Einzeldenkmale, siehe Einzeldenkmalliste – Obj. 09296655, gleiche Anschrift) und als Rondell gestaltetem Innenhof (Gartendenkmal), Neben der Toreinfahrt am Nebengebäude zwei gusseiserne Ofenplatten (bez. 1679) | 09303850 |
| Weitere Bilder                          | Sachgesamtheit „Richard-Wagner-Hain“                      | Zentrum-West, Richard-Wagner-Hain (Karte)                | 1912–1922 (Elsterflutbecken); 1933–1938 (Heinrich-Heine-Ufer); 1933–1942 (Richard-Wagner-Denkmal) | Sachgesamtheit „Richard-Wagner-Hain“: architektonisch gestaltete monumentale Parkanlage in ihrer Raumbildung, Flächengliederung und Bodenmodellierung, mit Pergola und Resten der Säulenhalle, Uferterrassen mit Stützmauern und Freitreppen, Rasenparterres, Böschungen, Wege- und Platzflächen inklusive Treppenanlagen, Wasserbecken, struktur- und raumbildender Bepflanzung und Ausstattungselementen sowie Sichtachsen innerhalb der Anlagen und Blickbeziehungen zwischen Elsterflutbecken, westlichem und östlichem Bereich, einbezogen sind Richard-Wagner-Hain und Heinrich-Heine-Ufer sowie die Allinger-Anlage; geschichtliche, gartenkünstlerische, wissenschaftliche und städtebauliche Bedeutung, Anlage in wesentlicher Grundstruktur erhalten.                                                  | 09299063 |
|                                         | Rittergut Knauthain                                       | Knautkleeberg-Knauthain, Ritter-Pflugk-Straße 24 (Karte) | 1703 Chronogramm (Schlossanlage) | Sachgesamtheit Rittergut Knauthain mit folgenden Einzeldenkmalen: Schloss Knauthain mit Ausstattung sowie Bogenbrücke über die Elster, zwei Torpfeiler, barocke Skulptur und drei Gedenksteine im Gutspark (siehe auch Einzeldenkmaldokument – Obj. 09292408), Wirtschaftshof mit Gutsverwalterhaus, Stall- und Wirtschaftsgebäuden, Hofpflasterung und Einfriedungsmauer (siehe auch Einzeldenkmaldokument – Obj. 09292407, Ritter-Pflugk-Straße 22), Landarbeiterwohnhaus am Eingang des Schlosses längs des Mühlgrabens mit Vorgarten (siehe auch Einzeldenkmaldokument – Obj. 09292409, Ritter-Pflugk-Straße 26, 26a, 26b, 26c, 26d, 26e, 26f, 28) sowie Schlosspark mit Wegesystem, altem Gehölzbestand (Gartendenkmal) und Einfriedung                                                                     | 09304498 |
| Direkt Bild zu diesem Denkmal hochladen | Schrebergartenanlage                                      | Südvorstadt, Schleußiger Weg 2 (Karte)                   | 1874 (Kleingartenanlage); 1899 (Signatur); 1929 (Vereinshaus) | Sachgesamtheit: Zweitälteste Schrebergartenanlage Leipzigs mit Kinderspielplatz, Vereinshaus (verändert) und Schreber-Hauschild-Denkmal; (Gedenkstein am westlichen Rand des zentralen Platzes), Kleingärten noch in der ursprünglichen Parzellierung, 195 Parzellen. Schrebergartenanlage „Südvorstadt“ | 09295697 |
| Direkt Bild zu diesem Denkmal hochladen | Kleingartenanlage                                         | Neulindenau, Spinnereistraße (Karte)                     | um 1900 (Kleingartenanlage) | Kleingartenanlage der Leipziger Baumwollspinnerei (Sachgesamtheit) | 09299394 |
| Direkt Bild zu diesem Denkmal hochladen | Erste Leipziger Kleingartenanlage                         | Zentrum-Südost, Stephanstraße 5 (Karte)                  | 1832–1833 (Kleingartenanlage); zwischen 1851 und 1858 errichtet (Gedenkstein); 1814–1864 (Friedhof) | Erste Leipziger Kleingartenanlage und zweitälteste in Deutschland angelegte, schließt das Areal des Alten Israelitischen Friedhofs ein, sowie Natursteinblock mit Gedenktafel für Moritz Seeburg und ehemalige Engelmannsche Sternwarte auf Parzelle 0706; heute noch 141 Parzellen (Sachgesamtheit) | 09295809 |
| Direkt Bild zu diesem Denkmal hochladen | Grünfläche                                                | Eutritzsch, Thaerstraße (Karte)                          | um 1928 (Wohnanlage) | Grünfläche vor der Wohnanlage Thaerstraße, begrenzt auch von Schönefelder und Delitzscher Straße (Sachgesamtheit) | 09291012 |
|                                         | Schloss und Rittergut Schönefeld                          | Schönefeld, Zeumerstraße 1; 2 (Karte)                    | 1871–1876 (Rittergut) | Sachgesamtheit Schloss und Rittergut Schönefeld mit den Einzeldenkmalen ehemaliges Gut Schönefeld mit Herrenhaus, Gutsverwalterhaus, Torhaus, Stall, Einfriedung, Hofpflaster und Torpfeiler sowie Zufahrtsallee mit Kastanien und Park (Gartendenkmal) (siehe auch Einzeldenkmalliste – Obj. 09292558, gleiche Anschrift) | 09304011 |
| Direkt Bild zu diesem Denkmal hochladen | Grünfläche                                                | Altlindenau, Zschochersche Straße (Karte)                | um 1915 (Grünanlage) | Kleine gestaltete Grünfläche an der Angerbrücke, gegenüber Grundstück Hausnummer 1 (Sachgesamtheit) | 09292562 |

## Friedhöfe
| Bild                                    | Bezeichnung                          | Lage                                            | Datierung                               | Beschreibung | ID       |
| --------------------------------------- | ------------------------------------ | ----------------------------------------------- | --------------------------------------- | --- | -------- |
|                                         | Waldfriedhof Miltitz                 | Miltitz, Auenweg 72 (Karte)                     | 1908–1910 (Waldfriedhof)                | Sachgesamtheit Waldfriedhof Miltitz: Friedhof und Allee (Gartendenkmal) mit Kapelle und Einfriedung (Einzeldenkmal, siehe Einzeldenkmalliste – Obj. 09259559, gleiche Anschrift); Anlage von kulturgeschichtlicher Bedeutung | 09304522 |
| Direkt Bild zu diesem Denkmal hochladen | Alter Israelitischer Friedhof        | Eutritzsch, Berliner Straße 123 (Karte)         | ab 1864 (Friedhof)                      | Alter Israelitischer Friedhof mit Gedenkstein und zahlreichen Grabdenkmalen (Sachgesamtheit) | 09304011 |
| Direkt Bild zu diesem Denkmal hochladen | Friedhof                             | Mölkau, Engelsdorfer Straße (Karte)             | 1641 (Friedhof); 1875 (Leichenhalle)    | Friedhof mit Einfriedung, Leichenhaus von 1875 sowie Grabmalen als Sachgesamtheit; Grabmal Schulz, Grabmale der Familien Zimmermann und Schmidt | 08970477 |
| Direkt Bild zu diesem Denkmal hochladen | Friedhof Paunsdorf                   | Paunsdorf, Hohentichelnstraße (Karte)           | 1899–1902 (Friedhof)                    | Sachgesamtheit Friedhof Paunsdorf bestehend aus den Einzeldenkmalen Kapelle, Nebengebäude, Gefallenendenkmal, Grabanlagen aus dem ersten Drittel des 20. Jahrhunderts (siehe auch Einzeldenkmalliste – Obj. 09262147, gleiche Anschrift) und der Einfriedung | 09303256 |
| Direkt Bild zu diesem Denkmal hochladen | Friedhof                             | Holzhausen, Liebertwolkwitzer Straße 43 (Karte) | um 1900 (Friedhof); 1902/1903 (Kapelle) | Friedhof als Sachgesamtheit mit Allee und kleine Kapelle | 09299341 |
| Direkt Bild zu diesem Denkmal hochladen | Sachgesamtheit Friedhof Connewitz    | Connewitz, Meusdorfer Straße 80 (Karte)         | 1882 (Friedhof)                         | Sachgesamtheit Friedhof Connewitz: Regelmäßige Friedhofsanlage mit Friedhofskapelle, Rufglocke, Denkmal für die Gefallenen des Ersten Weltkrieges und zahlreichen Grabdenkmalen, vor allem Wandstellen (siehe ergänzende Aufstellung vom 3. Januar 2000) (siehe auch Einzeldenkmalliste – Obj. 09296518, gleiche Anschrift) | 09303844 |
| Weitere Bilder                          | Friedhof                             | Anger-Crottendorf, Oststraße 119 (Karte)        | 1904 (Friedhofskapelle)                 | Ostfriedhof als Sachgesamtheit mit Kapelle, Glockenspiel, Gedenkstätten, Grabdenkmalen, Abteilungstrennmauern, Sitzpavillon, Springbrunnen und Kunststeinwasserbecken (siehe gesonderte Aufstellung) | 09299303 |
| Direkt Bild zu diesem Denkmal hochladen | Sachgesamtheit Friedhof Leutzsch     | Leutzsch, Rückmarsdorfer Straße 13 (Karte)      | ab 1905 (Friedhof)                      | Sachgesamtheit Friedhof Leutzsch: Friedhof Leutzsch mit Friedhofskapelle (um 1905), Eingangsgebäude und Einfriedung mit eisernem Tor, Gedenkstein an den Bau der Wasserleitung 1930 (saniert), Gefallenendenkmal für die Opfer der beiden Weltkriege, Wasserbrunnen aus Kunststein und Grabmäler aus der Zeit der Jahrhundertwende (Einzeldenkmale, siehe Obj. 09296913, gleiche Anschrift) (zu den Grabmälern vergleiche beigefügte ausführliche Aufstellung) | 09304455 |
| Direkt Bild zu diesem Denkmal hochladen | Sachgesamtheit Neuer Friedhof Gohlis | Gohlis-Mitte, Viertelsweg 44 (Karte)            | ab 1868 (Friedhof)                      | Sachgesamtheit Neuer Friedhof Gohlis: Friedhofsanlage mit Grabdenkmälern aus der 2. Hälfte des 19. Jahrhunderts (auch einige vom alten Kirchhof übernommene Grabmale; siehe ergänzende Aufstellung der Kulturdenkmale) (siehe auch Einzeldenkmalliste – Obj. 09297445, gleiche Anschrift) | 09303852 |
| Direkt Bild zu diesem Denkmal hochladen | sog. Kapellenfriedhof                | Gohlis-Nord, Viertelsweg 44 (Karte)             | ab 1888 (Friedhof)                      | Kirchlicher Friedhof Gohlis, sogenannter Kapellenfriedhof, mit Kapelle und Verwaltungsgebäude, Allee und zahlreichen Grabmalen (Wandstellen und Reihengräber); siehe ergänzende Aufstellung der Kulturdenkmale; Sachgesamtheit | 09297443 |

## Denkmale des Städtebaus
| Bild                                    | Bezeichnung                      | Lage                                      | Datierung                        | Beschreibung | ID       |
| --------------------------------------- | -------------------------------- | ----------------------------------------- | -------------------------------- | --- | -------- |
| Direkt Bild zu diesem Denkmal hochladen | Sachgesamtheit Sternsiedlung     | Möckern (Karte)                           | 1930/1935 (Mehrfamilienwohnhaus) | Sachgesamtheit Sternsiedlung Nord mit den Sachgesamtheitsteilen: Alemannenweg 6, 7, 8, 9, Chamissoweg 6, Defoestraße 1a, 1b, 2a, 2b, 3a, 3b, 4a, 4b, 5, 6a, 6b, 7, 8a, 8b, 9, 10a, 10b, 11, 12a, 12b, 13, 14a, 14b, 16a, 16, 18a, 18b, 20a, 20b, 22b, 22a, 24a, 24b, Fleckensteiner Weg 4, 6, 7, 9, Fučíkstraße 10, 12a, 12b, 14a, 14b, 15a, 15b, 16a, 16b, 17a, 17b, 18a, 18b, 19a, 19b, 20a, 20b, 21a, 21b, 22a, 23a, 2b, 25a, 25b, 27a, 27b, 29a, 29b, 21a, 31b, 33a, 33b, Rodinweg 1, 2, 3, 4, Sesenheimer Straße 1a, 1b, 2a, 2b, 3a, 3b, 4a, 4b, 5a, 5b, 6a, 6b, 7a, 7b, 8a, 8b, 9a, 9b, 10a, 10b, 11a, 11b, 12a, 12b, 13a, 13b, 14a, 14b, 15a, 15b, 16a, 16b,17a, 17b, 18a, 18b, 19a, 19b, 20a, 20b, 21a, 21b, 22a, 22b, 23a, 23b, 24a, 24b, 25a, 25b, 26a, Swiftstraße 1a, 1b, 2a, 2b, 3a, 3b, 4a, 4b, 5a, 5b, 6a, 6b, 7a, 7b, 8a, 8b, 9a, 9b, 10a, 10b, 11a, 11b, 12a, 13a, 13b, 21a, 21b | 09297603 |
| Direkt Bild zu diesem Denkmal hochladen | Sachgesamtheit Sternsiedlung Ost | Anger-Crottendorf (Karte)                 | 1930/1935 (Wohnanlage)           | Sachgesamtheit Sternsiedlung Ost: Grundriss der Sternsiedlung als Denkmalsachgesamtheit (s. a.: Dudweiler Straße, Neunkirchener Straße, Pommernstraße, Saarlouiser Straße und Sulzbacher Straße) | 09262296 |
|                                         | Anlage mit Teichen und Dammwegen | Althen-Kleinpösna, Althener Anger (Karte) | 19. Jh. (Wasserelemente)         | Sachgesamtheit bestehend aus drei Teichen und Dammwegen; eine das Erscheinungsbild des Ortes prägende Anlage | 08970288 |

## Siedlungen und Wohnanlagen
| Bild                                    | Bezeichnung                                                      | Lage | Datierung | Beschreibung | ID       |
| --------------------------------------- | ---------------------------------------------------------------- | --- | --- | --- | -------- |
| Direkt Bild zu diesem Denkmal hochladen | Eisenbahnersiedlung                                              | Engelsdorf (Karte) | ab 1910 bis 1930er Jahre (Siedlung) | Sachgesamtheit Eisenbahnersiedlung, umfasst folgende Bereiche: Arthur-Winkler-Straße, August-Bebel-Platz, Ernst-Guhr-Straße, Reichsbahnerstraße, Hans-Weigel-Straße, Klingerplatz, Klingerstraße, Harpstedter Straße, Wasserturmstraße (s. Aufstellung); eine in verschiedenen Bauphasen (ab 1910 bis in die 1930er Jahre) errichtete Siedlung für Eisenbahnbedienstete in Leipzig-Engelsdorf, die erste ihrer Art in Sachsen | 8970466  |
| Direkt Bild zu diesem Denkmal hochladen | Wohnanlage Dunckerviertel                                        | Neulindenau, Abrahamstraße, Dr.-Hermann-Duncker-Straße, Leidholdstraße, Leunaer Weg, Mansfelder Weg und Morgensternstraße (Karte)                                            | 1953–1956 (Wohnanlage) | Wohnanlage (s. a.: Dr.-Hermann-Duncker-Straße 1–37, Leidholdstraße 12–22, Leunaer Weg 1–11, Mansfelder Weg 1–38 und Morgensternstraße 1–25; Putzfassade; Sachgesamtheit) | 09292559 |
| Direkt Bild zu diesem Denkmal hochladen | Wohnanlage Am Röschenhof                                         | Paunsdorf, Am Röschenhof 14 (Karte) | 1920–1923 (Wohnanlage) | Sachgesamtheit Wohnanlage Am Röschenhof: Kleine Wohnanlage als Fünfhäusergruppe in geschlossener Bebauung in Ecklagen mit zwei Durchgängen (Einzeldenkmale, siehe auch Einzeldenkmalliste – Obj. 09303896, Am Röschenhof 14, zusätzliche Anschriften Döllingstraße 4, 6, 8 und Am Bauernteich 21), Vorgärten und Hofpflasterung (Nebenanlage); baugeschichtlich und städtebaulich von Bedeutung | 09303896 |
| Direkt Bild zu diesem Denkmal hochladen | Wohnhäuser                                                       | Dölitz-Dösen, Bei der Krähenhütte, Cröbnerstraße, Eigenheimstraße, Kahlhoffweg (Karte)                                                                                       | 1938–1940 (Wohnanlage) | Wohnhäuser einer Siedlung mit Vorgärten, Wegen und altem Gehölzbestand sowie kleiner Platzanlage, daran gelegen Häuser mit Läden; Sachgesamtheit (s. a.: Cröbnerstraße 8-22, Eigenheimstraße 3-7 und 4-10a, Kahlhoffweg 8-16; sogenannte Volkswohnungen; Nr. 26/28/30 gestrichen 2008 wegen entstellender Sanierung im LWB-Auftrag, Nr. 20, 22, 24 wg. Umbau- und Sanierungsmaßnahmen gestrichen 2009, ebenso Nr. 8/8a, 10/10a und 12/12a in 2010 als Denkmal gestrichen) | 09299335 |
|                                         | Mietshäuser                                                      | Gohlis-Nord, Beyerleinstraße, Borkumer Weg, Bremer Straße, Helgoländer Weg, Juister Weg, Landsberger Straße, Max-Liebermann-Straße, Norderneyer Weg, Wangerooger Weg (Karte) | 1929/1930 (Mietshaus) | Mietshäuser einer Wohnanlage mit 1018 Wohneinheiten und Heizhaus, gestalteten Innenhöfen, Läden und Einfassungen als Sachgesamtheit (Wohngebiet auch Neu-Gohlis genannt; versetzte Zeilenbebauung mit zum Teil quergestellten Kopfbauten; drei- und viergeschossig; Flachdächer; Putzfassaden; s. a.: Borkumer Weg 1a-10c, Bremer Straße 1–7, Helgoländer Weg 1–10, Juister Weg 1–5, Landsberger Straße 76–114, Max-Liebermann-Straße 21a-37b, Norderneyer Weg 1a-22b, Wangerooger Weg 2a-25 und 2) | 09296941 |
| Direkt Bild zu diesem Denkmal hochladen | Siedlung Alt-Lößnig                                              | Lößnig, Bornaische Straße 97; 99; 101 (Karte) | 1901–1913 (Siedlung) | Sachgesamtheit Siedlung Alt-Lößnig: Gesamtanlage der Siedlung Alt-Lößnig mit Wohnbauten, Laden- und Nebengebäuden, Vorgärten und gestalteten Grünanlagen und Rembrandtplatz mit Apelstein und Österreicherdenkmal, dazugehörig Bornaische Straße 97–101, Ernst-Toller-Straße 1–11, 10, 12, Leisniger Straße 1–3a, 5–17, 2–20, Liechtensteinstraße 2–18, Lobstädter Straße 1–13, 17–23, 2–24, Pohlentzstraße 1–13, 2–14, Rembrandtplatz 2–6, Rembrandtstraße 25–39, 28, Röthische Straße 1–23, 2–14, Teichgräberstraße 1–7, 2–18, Zehmischstraße 1–11, 2–6 | 09299644 |
| Direkt Bild zu diesem Denkmal hochladen | Sachgesamtheit Wohnanlage der Eisenbahner-Baugenossenschaft      | Connewitz, Burgstädter Straße 2; 4 (Karte) | 1939–1940, bez. 1939 (Mehrfamilienwohnhaus) | Sachgesamtheit Wohnanlage der Eisenbahner-Baugenossenschaft Leipzig mit den Einzeldenkmalen: Doppelmietshaus Burgstädter Straße 2, 4 (Obj. 09296505), Doppelmietshaus Burgstädter Straße 6, 8 (Obj. 09296728), Wohnblock Kohrener Straße 3, 5, 7, 9, 11 (Obj. 09296786), Kohrener Straße 13, 15, 17, 19, 21 (Obj. 09295995), Kohrener Straße 14, 16, 18, 20, 22, 24 (Obj. 09295996), Narsdorfer Straße 1, 3, 5 (Obj. 09296503), Narsdorfer Straße 2, 4, 6 (Obj. 09296502), Narsdorfer Straße 7, 9, 11, 13 (Obj. 09296726), Narssdorfre Straße 8, 10, 12, 14, 16 (Obj. 09296727), Probstheidaer Straße 21 (Obj. 09295999), Probstheidaer Straße 23 (Obj. 09296783), Probstheidaer Straße 25, 27, 29 (Obj. 09296504); städtebaulich und baugeschichtlich von Bedeutung | 09304096 |
| Direkt Bild zu diesem Denkmal hochladen | Wohnanlage                                                       | Neulindenau, Credéstraße, Demmeringstraße (Karte) | um 1930 (Mietshaus) | Wohnanlage mit Grünflächen, Vorgärten und Hofbereichen (Sachgesamtheit; Putzfassaden; vgl. Demmeringstraße 151–155) | 09264629 |
| Direkt Bild zu diesem Denkmal hochladen | Sachgesamtheit Wohnanlage Bauverein                              | Connewitz, Dölitzer Straße 28; 30; 32; 34; 36; 38; 40; 42; 44; 44a; 44b (Karte)                                                                                              | 1928–1929 (Mehrfamilienwohnhaus) | Sachgesamtheit Wohnanlage Bauverein Dölitzer Straße mit Mehrfamilienwohnhäusern (Mietshäuser) in Zeilenform mit z. T. originalen Läden (bei Nr. 30, Nr. 44 und Nr. 44a) und Vorgärten, Relief des Bauvereins über der Haustür von Nr. 38 (Einzeldenkmale) (siehe auch Einzeldenkmaldokument – Obj. 09295957, gleiche Anschrift); Putzfassade | 09304095 |
| Direkt Bild zu diesem Denkmal hochladen | Gartenstadtsiedlung                                              | Lützschena-Stahmeln, Dorettenring (Karte) | 1909–1911 (Siedlung) | Gartenstadtsiedlung Gartenstadt Quasnitz, älterer südlicher Teil (Sachgesamtheit); frühes deutsches Beispiel der Gartenstadtbewegung | 09258670 |
| Direkt Bild zu diesem Denkmal hochladen | Siedlung von Mietshäusern                                        | Lindenthal, Erich-Thiele-Straße 4; 6; 8; 10; 12; 14; 16 (Karte) | 1. Drittel 20. Jh. (Eisenbahnersiedlung); 1921/22 (Wohnanlage Erich-Thiele-Straße 4, 6, 8, 1…); 1919 (Wilhelm-Pfennig-Straße 60); 1908 (Mietshauszeile Rosestraße 15); 1919 (Wohnanlage Wilhelm-Pfennig-Straße 61, …) | Siedlung, bestehend aus Mietshäusern, Doppelmietshäusern und Mietshauszeilen mit Vorgärten und Wäschetrockenplätzen sowie weiteren Grünbereichen, Kinderheim (Karl-Mannsfeld-Straße 7), Waschhaus und im Quartier Erich-Thiele-Straße/Karl-Marx-Platz; alle Einzeldenkmale und Bestandteile der Sachgesamtheit; Siedlung für Eisenbahnbeamten in Wahren von sozialgeschichtlicher Bedeutung, interessantes städtebauliches Ensemble | 09300244 |
|                                         | Sachgesamtheit Werkssiedlung der ehemaligen Firma Schimmel & Co. | Miltitz, Friedrich-Ludwig-Jahn-Straße 1 (Karte) | Anfang 20. Jh. (Siedlung) | Sachgesamtheit Werkssiedlung der ehemaligen Firma Schimmel & Co. mit folgenden Einzeldenkmalen: Hälfte eines Doppelwohnhaus Friedrich-Ludwig-Jahn-Straße 1 (Einzeldenkmaldokument – Obj. 09259551), Doppelwohnhauses Friedrich-Ludwig-Jahn-Straße 2, 3 (Einzeldenkmaldokument – Obj. 09259530), Hälfte eines Doppelwohnhauses Friedrich-Ludwig-Jahn-Straße 4 (Einzeldenkmaldokument – Obj. 09259531), Doppelwohnhaus Friedrich-Ludwig-Jahn-Straße 10, 11 (Einzeldenkmaldokument – Obj. 09259533), Doppelwohnhaus Friedrich-Ludwig-Jahn-Straße 12, 13 (Einzeldenkmaldokument – Obj. 09259534), Doppelwohnhaus Friedrich-Ludwig-Jahn-Straße 14, 15 (Einzeldenkmaldokument – Obj. 09259535), Hälfte eines Doppelwohnhauses Georg-Reichardt-Straße 1 (Einzeldenkmaldokument – Obj. 09259544), Doppelwohnhaus Georg-Reichardt-Straße 2, 3 (Einzeldenkmaldokument – Obj. 09259532), Doppelwohnhaus Georg-Reichardt-Straße 4, 5 (Einzeldenkmaldokument – Obj. 09259546), Hälfte eines Doppelwohnhauses Georg-Reichardt-Straße 6 (Einzeldenkmaldokument – Obj. 09259552), Villa Geschwister-Scholl-Straße 23 (Einzeldenkmaldokument – Obj. 09259525), Doppelwohnhaus Geschwister-Scholl-Straße 25, 27 (Einzeldenkmaldokument – Obj. 09259526), Hälfte eines Doppelwohnhauses Geschwister-Scholl-Straße 29 (Einzeldenkmaldokument – Obj. 09259545), Doppelwohnhaus Geschwister-Scholl-Straße 31, 33 (Einzeldenkmaldokument – Obj. 09259527), Hälfte eines Doppelwohnhauses Geschwister-Scholl-Straße 35, 37 (Einzeldenkmaldokument – Obj. 09259528), Hälfte eines Doppelwohnhauses Geschwister-Scholl-Straße 39 (Einzeldenkmaldokument – Obj. 09259529), Doppelwohnhaus Rosenstraße 1, 2 (Einzeldenkmaldokument – Obj. 09259536), Doppelwohnhaus Rosenstraße 3, 4 (Einzeldenkmaldokument – Obj. 09259538), Doppelwohnhaus Rosenstraße 5, 6 (Einzeldenkmaldokument – Obj. 09259537), Doppelwohnhaus Rosenstraße 7, 8 (Einzeldenkmaldokument – Obj. 09259539), Villa Rosenstraße 9 (Einzeldenkmaldokument – Obj. 09259547), Villa Rosenstraße 10 (Einzeldenkmaldokument – Obj. 09259548), Hälfte eines Doppelwohnhauses Rosenstraße 11 (Einzeldenkmaldokument – Obj. 09259554), Doppelwohnhaus Rosenstraße 12, 13 (Einzeldenkmaldokument – Obj. 09259549), Doppelwohnhaus Rosenstraße 14, 15 (Einzeldenkmaldokument – Obj. 09259540), Doppelwohnhaus Rosenstraße 16, 17 (Einzeldenkmaldokument – Obj. 09259541), Doppelwohnhaus Rosenstraße 18, 19 (Einzeldenkmaldokument – Obj. 09259550), Hälfte eines Doppelwohnhauses Rosenstraße 20 (Einzeldenkmaldokument – Obj. 09300847), Doppelwohnhaus Rosenstraße 21, 22 (Einzeldenkmaldokument – Obj. 09259542), Doppelwohnhaus Rosenstraße 23, 34 (Einzeldenkmaldokument – Obj. 09259542), Mietshaus Triftstraße 2 (Einzeldenkmaldokument – Obj. 09259561), Doppelmietshaus Triftstraße 4, 6 (Einzeldenkmaldokument – Obj. 09259562), Mietshaus Triftstraße 8 (Einzeldenkmaldokument – Obj. 09259563); | 09304474 |
|                                         | Baumessesiedlung mit Einzeldenkmalen                             | Marienbrunn, Hauffweg 1; 3; 5; 5a (Karte) | 1930–1933 (Wohnanlage) | Sachgesamtheit Baumessesiedlung mit den Einzeldenkmalen: Verkaufskiosk Hauffweg 1b – Obj. 09301739, Wohnblock Hauffweg 1, 3, 5, 5a – Obj. 09291154, Wohnblock Hauffweg 2, 4, 6 – Obj. 093000910, Wohnblock Hauffweg 7, 9, 11, 13 – Obj. 09291153, Wohnblock Hauffweg 8, 10, 12, 14 – Obj. 09299102, Wohnblock Leanderweg 2, 4, 6 – Obj. 09303714, Wohnblock Leanderweg 1, 3, 5 – Obj. 09294535, Wohnblock Leanderweg 8, 10, 12 – Obj. 09292397, Wohnblock Zwickauer Straße 61, 63, 65 – Obj. 09296214 sowie den Freiflächen; Architekt Georg Wünschmann | 09303715 |
| Direkt Bild zu diesem Denkmal hochladen | Sachgesamtheit Siedlung Hüfferstraße                             | Schleußig, Hüfferstraße 50; 51; 52; 53; 54; 55; 56; 57; 58; 59; 60; 61; 62; 63; 64; 65; 66; 67; 68; 69; 70; 71; 72 (Karte)                                                   | 1930/1935 (Siedlung) | Sachgesamtheit Siedlung Hüfferstraße mit den Einzeldenkmalen: 23 Siedlungshäuser mit Vorgärten und Einfriedung (siehe auch Einzeldenkmaldokument – Obj. 09262666, gleiche Anschrift), 10 Siedlungshäuser mit Vorgarten und Einfriedung (siehe Einzeldenkmaldokument – Obj. 09262665, Marpergerstraße 1, 2, 3, 4, 5, 6, 7, 8, 9, 10) und 6 Siedlungshäuser mit Vorgarten und Einfriedung (siehe Einzeldenkmaldokument – Obj. 09262667, Wilhelm-Wild-Straße 1, 2, 3, 4, 5, 6); baugeschichtlich und städtebaulich von Bedeutung | 09304318 |
| Direkt Bild zu diesem Denkmal hochladen | Wohnhäuser                                                       | Zentrum-Südost, Karl-Siegismund-Straße 12; 14; 16 (Karte) | 1922–1928 (Wohnhaus) | Wohnhäuser der Universitäts-Frauenklinik mit Einfriedung und Garten (Putzfassade; Sachgesamtheit mit Semmelweisstraße 10/12/14 und Philipp-Rosenthal-Straße 53/55/55a/57). Ehemals Triersches Institut | 09301841 |
| Weitere Bilder                          | Wohnanlage                                                       | Kleinzschocher, Ratzelstraße 47; 49; 51; 53; 55; 57; 59; 61; 63; 65; 67; 69; 71; 73; 75; 77; 79; 81; 83; 85; 87; 89; 91; 93; 95; 97; 99; 101 (Karte)                         | 1907/1908 (Mietshaus) | Wohnanlage Meyer’sche Häuser (s.: Hermann-Meyer-Straße 1–85 und 2–46; s. a.: Schönauer Straße 172–178 und Kurt-Kresse-Straße 61–99; Sachgesamtheit) | 09263557 |
| Weitere Bilder                          | Straßenanlage                                                    | Südvorstadt, Richard-Lehmann-Straße (Karte) | um 1910 (Allee) | Straßenanlage als Allee, mit Baumbestand zwischen Auewald und Altenburger Straße (Sachgesamtheit). Richard-Lehmann-Straße | 09296710 |
| Weitere Bilder                          | Wohnanlage                                                       | Kleinzschocher, Schönauer Straße 172; 174; 176; 178; 180; 182; 184; 186; 188; 190; 192; 194; 196; 198; 200; 202; 204; 206; 208; 208a; 210; 212; 214; 216; 218 (Karte)        | 1911–1914 (Wohnanlagenteil) | Wohnanlage Meyer’sche Häuser mit Einfriedung und Vorgärten (Putzfassade; Sachgesamtheit; s. a.: Ratzelstraße 51–59, Kurt-Kresse-Straße 61–99 und Hermann-Meyer-Straße 1–85 und 2–46) | 09263653 |
| Direkt Bild zu diesem Denkmal hochladen | Sachgesamtheit Eisenbahnersiedlung                               | Wahren, Wiskenstraße 9; 11; 13; 15 (Karte) | 1936–1937 (Sachgesamtheit) | Sachgesamtheit Eisenbahnersiedlung Wiskenstraße mit dem Einzeldenkmal Wohnblock mit Vorgarten, in Ecklage Koloniestraße und Dähnhardtstraße (Putzfassade) und den Doppelmietshäusern Dähnhardtstraße 1/3 sowie Koloniestraße 2/4 und 6/8 (alles Sachgesamtheitsteile); Wohnanlage der Eisenbahner-Baugenossenschaft (siehe auch Liste der Einzeldenkmale – Obj. 09297726) | 09300976 |

## Denkmale der Produktions- und Verkehrsgeschichte
| Bild                                    | Bezeichnung                                                     | Lage                                                                                 | Datierung                                                   | Beschreibung | ID       |
| --------------------------------------- | --------------------------------------------------------------- | ------------------------------------------------------------------------------------ | ----------------------------------------------------------- | --- | -------- |
| Weitere Bilder                          | Sachgesamtheit Elster-Saale-Kanal                               | Burghausen-Rückmarsdorf (Karte)                                                      | ab 1933 (Kanal)                                             | Sachgesamtheit Elster-Saale-Kanal, Kanal zwischen Lindenauer Hafen und Grenze nach Sachsen-Anhalt (Sachgesamtheitsteil), mit zahlreichen Brücken und technischen Sonderbauten (Einzeldenkmale); Technisches Denkmal von überregionalem Interesse | 09259222 |
| Weitere Bilder                          | Sachgesamtheit Gleisanlagen in Schönau und Neulindenau          | Neulindenau (Karte)                                                                  | 1933/1938 (Eisenbahnanlage)                                 | Sachgesamtheit Verlauf der Gleise; Gleisanlagen der Bahnstrecke Leipzig-Plagwitz–Leipzig-Lindenau in den Ortsteilen Schönau und Neulindenau, die mit der industriellen Entwicklung und besonders mit dem Ausbau des Leipziger Hafens in Verbindung stehen | 09305232 |
| Weitere Bilder                          | Kanal, Uferbefestigungen sowie Brücken                          | Plagwitz (Karte)                                                                     | 1856–1864 & 1889–1898 (Kanal)                               | Kanal und Uferbefestigungen sowie zahlreiche Brücken, initiiert von Carl Heine (Sachgesamtheit); Karl-Heine-Kanal | 09290819 |
|                                         | Eisenbahngleisanschlüsse                                        | Plagwitz (Karte)                                                                     |                                                             | Eisenbahngleisanschlüsse verschiedener Betriebe als Sachgesamtheit (Verlauf) | 09294969 |
| Weitere Bilder                          | Bahnhof Plagwitz                                                | Plagwitz, Engertstraße 36; 38 (Karte)                                                | 1872 (Bahnhof); 1897 (Bahnbetriebsanlage)                   | Bahnhof Plagwitz als Gesamtanlage (Sachgesamtheit) mit (ehemals) Bahnsteigüberdachungen, Heizhaus und Stellwerk, Verkaufspavillon, Verladerampe mit Halle sowie Wasserturm und Pfeiler der originalen Einfriedung, Bahnhofsgebäude der Sächsischen Staatsbahn von 1879, Lokschuppen Nähe Ruststraße (1901/1902) und Klinker-Verwaltungsgebäude, Güterschuppen der Sächsischen Staatsbahn mit anschließender Bahnsteigüberdachung, dazu auch Güterschuppen an der Zollschuppenstraße, Eisenbahnerwohnhaus Naumburger Straße 61 und ehemals Eisenbahnbrücke über die Karl-Heine-Straße/Saalfelder Straße; geschlossen erhaltenes Ensemble von hohem Denkmalwert (neben Leutzsch die interessanteste Anlage eines Vorstadtbahnhofes in Leipzig sowie großartiges Verkehrsgüterzentrum); Seltenheitswert, Technisches Denkmal, überregional von Bedeutung als Zeugnis der Industrie- und Eisenbahngeschichte                                  | 09264028 |
| Weitere Bilder                          | Sachgesamtheit Historische Straßenbahnfahrzeuge Leipzig         | Möckern, Georg-Schumann-Straße 244; 246 (Karte)                                      | 1908 (Straßenbahn); 1872–1971 (Pferdebahn)                  | Sachgesamtheit Historische Straßenbahnfahrzeuge Leipzig bestehend aus den Einzeldenkmalen – Obj. 09299105–09299143; verkehrsgeschichtliche Bedeutung; siehe Liste der Historischen Straßenbahnfahrzeuge in Leipzig | 09303422 |
|                                         | Sachgesamtheit Werksgelände der ehemaligen Firma Schimmel & Co. | Miltitz, Geschwister-Scholl-Straße 21; 32 (Karte)                                    | 1892–1893 (Fabrikanlage)                                    | Sachgesamtheit Werksgelände der ehemaligen Firma Schimmel & Co., später VEB Chemische Werke Miltitz mit den Einzeldenkmalen: Fabrikationsgebäude, Kesselhaus, Laborgebäude, Werkstattgebäude, Arbeitercasino, Transformatorenhaus und Einfriedung (siehe auch Einzeldenkmalliste, Obj. 09300684, Geschwister-Scholl-Straße 32) sowie Verwaltungsgebäude (siehe auch Einzeldenkmalliste – Obj. 09259942, Geschwister-Scholl-Straße 21) | 09300685 |
| Direkt Bild zu diesem Denkmal hochladen | Baukomplex der ehemaligen Sternburg-Brauerei                    | Lützschena-Stahmeln, Hallesche Straße 110 (Karte)                                    | 2. Hälfte 19. Jh. und 1926–1927 (Brauerei)                  | Baukomplex der ehemaligen Sternburg-Brauerei; Werkstatt mit Turmgebäude, Garagen, Arbeiterwohnhäuser, Kelleranlagen und Verwaltungsgebäude, Wohnhaus und Maschinenhäuser, altes Sudhaus und Kontor (Sachgesamtheit) | 09258669 |
| Weitere Bilder                          | Fabrikgelände                                                   | Gohlis-Mitte, Lützowstraße 34; Wilhelm-Sammet-Straße 15 (Karte)                      | 1897 (Verwaltung)                                           | Fabrikgelände: zweites Verwaltungsgebäude (Haus 20 laut Lageplan von 1911) im Komplex der ehemaligen Firma Drahtseilbahnen Adolf Bleichert & Co. in offener Bebauung in Ecklage Wilhelm-Sammet-Straße 15, mit Vorgarten und Einfriedung sowie Werkhallen und Nebengebäude (Gebäude 1, 2, 3, 4, 5, 6, 17, 18, 22), auch Verbindungsbrücken (zwischen Haus 17 und 14 sowie 17 und 18); Sachgesamtheit / vgl. gezeichneten Detailplan von 1911 (Ziegelfassade mit Sandsteingliederung) | 09300205 |
| Direkt Bild zu diesem Denkmal hochladen | Drei Fassaden eines Kaufhauses                                  | Zentrum, Preußergäßchen 2; Petersstraße 31; Neumarkt 28/30; Peterskirchhof 3 (Karte) | 1914/1915 (Fassade); 1914/1915 (Sachgesamtheitsbestandteil) | Drei Fassaden eines Kaufhauses (s. Petersstraße 31, Neumarkt 28/30 und Peterskirchhof 3); baugeschichtliche und künstlerisch nationale Wertigkeit, stadtgeschichtliche und stadtkernentwicklungsgeschichtliche Bedeutung, Erinnerungswert, Dokumentationswert. Entwurf Philipp Schaefer | 09298354 |
| Weitere Bilder                          | Sachgesamtheit Gaswerk II, Gasometer, Panometer                 | Connewitz, Richard-Lehmann-Straße 114 (Karte)                                        | 1882–1885 (Gasbehälter 1); 1900 (Gasbehälter 2)             | Sachgesamtheit Gaswerk II, Gasometer, Panometer mit folgenden Einzeldenkmalen: Gaswerk mit zwei Gasbehältern (Nr. 1 – Gebäude Nr. 123 und Nr. 2 – Gebäude 125, zusätzliche Anschrift Arno-Nitzsche Straße), Regulierungshaus mit Anbauten für Gasbehälter 1 (Gebäude Nr. 116 mit 114 und 115), Regulierungshaus für Gasbehälter 2 (Gebäude Nr. 124), Verwaltungsgebäude (Gebäude Nr. 202), alter Gasreinigung (Gebäude Nr. 218 und 220), neue Gasreinigung (Gebäude Nr. 230), Werkstatt (Gebäude Nr. 222), Sozialgebäude (Gebäude Nr. 207), Ammoniaksalzfabrik (Gebäude Nr. 224), Wasserturm (Gebäude Nr. 105), Waschhaus (Gebäude Nr. 213), Wagenhalle (Gebäude Nr. 214), Feuerwache (Gebäude Nr. 217) und Einfriedungsmauer zur Richard-Lehmann-Straße. Ziegelbauten, Verwaltungsgebäude und Gasbehälter mit mehrfarbigen Ziegelfassaden, Gasbehälter als Rundbauten mit Tambourkuppeln (siehe auch Einzeldenkmalliste – Obj. 09296307) | 09296679 |
| Weitere Bilder                          | Gelände der Baumwollspinnerei                                   | Neulindenau, Spinnereistraße 3; 5; 7; 9 (Karte)                                      | nach 1890 (Spinnerei); bez. 1906 (Spinnerei)                | Gelände der Baumwollspinnerei: Fabrikantenvilla mit Parkanlage, Verwaltungsgebäude und Werkhallen, Einfriedung mit Toreinfahrten und Eisenbahngleise sowie Schornstein und historisches Pflaster der Leipziger Baumwollspinnerei im Quartier Thüringer Straße, Saarländer Straße sowie Alte Straße 2–6 – Sachgesamtheit (vorwiegend Klinkerbauten, das Heizhaus Ende 2003 abgebrochen; siehe auch gegenüber liegende Betriebs-Kleingartensparte und Arbeitermietshäuser nebst Kindergarten an der Thüringer Straße); eindrucksvoller Fabrikkomplex von überörtlicher Bedeutung, Geschichts- und Dokumentationswert, Wert für die Volksbildung | 09292717 |
| Weitere Bilder                          | Hauptbahnhof                                                    | Zentrum-Ost, Willy-Brandt-Platz 7 (Karte)                                            | 1902–1915 (Bahnhof)                                         | Hauptbahnhof Leipzig mit Funktionsgebäuden und Stellwerken (teilweise mit originaler technischer Ausstattung), als Gesamtanlage zu betrachten mit Einfriedungen, Güterladerampen, vorhandes Stück des Verbindungstunnels zum Bayrischen Bahnhof, Eilguttunnel außerhalb der Bahnhofshalle, Verkehrstunnel 1 und 2, Brücken und kanalisiertes Bett der verlegten Parthe, Wasserkräne sowie historische Ausstattungen und Werbeanlagen sowie Heizhaus mit Hochbehälter (Zisternenhaus) an der Sachsenseite und Objekte an der Preußenseite nebst Pflasterungen (ehemaliger preußischer Güterladebereich); Sachgesamtheit, Technisches Denkmal ebenso wie architektonisches Denkmal mit nationaler und europäischer Bedeutung, Seltenheitswert, hoher Wert für die Volksbildung | 09290492 |
| Direkt Bild zu diesem Denkmal hochladen | Gelände der ehem. Fabrik Swiderski & Co                         | Plagwitz, Zschochersche Straße 78 (Karte)                                            | 1888 (Fabrikgebäude)                                        | Gelände der ehemaligen Fabrik Swiderski & Co. mit Produktionshalle, Hauptgebäude mit Turm, Kontor mit Pförtnerwohnung und Werbeschriften am Giebel, Schornstein und Einfriedung, Vorgarten; Sachgesamtheit | 09264305 |

## Orte zu geschichtlichen Ereignissen
| Bild           | Bezeichnung                                | Lage                                  | Datierung           | Beschreibung | ID       |
| -------------- | ------------------------------------------ | ------------------------------------- | ------------------- | --- | -------- |
| Weitere Bilder | Sachgesamtheit Südliches Schlachtfeld 1813 | Liebertwolkwitz, An der Trift (Karte) | 1813 (Schlachtfeld) | Sachgesamtheit Südliches Schlachtfeld 1813: Schlachtfeld mit Straßen- und Wegeverlauf, ehemaligen Schanzen und Sichtbeziehungen, Feld erstreckt sich insgesamt auf den Fluren der Gemeinden Leipzig, Markkleeberg und Großpösna (siehe auch in der Sachgesamtheitsliste die Sachgesamtheitsbestandteil-Dokumente – Obj. 09299350, Großpösna, OT Großpösna – Obj. 09299348, Großpösna, OT Störmthal – Obj. 09299347, Großpösna, OT Güldengossa – Obj. 09257274, Markkleeberg, OT Auenhain – Obj. 08965911, Markkleeberg, OT Wachau); flächenhaftes Kulturdenkmal für das Kampfgeschehen der Völkerschlacht bei Leipzig, Gedenksteine (Apelsteine) auf dem gesamten Schlachtfeld verteilt, geschichtlich von Bedeutung | 09259754 |

## Denkmale zur Militärgeschichte
| Bild                                    | Bezeichnung                         | Lage                                            | Datierung                    | Beschreibung | ID       |
| --------------------------------------- | ----------------------------------- | ----------------------------------------------- | ---------------------------- | --- | -------- |
| Direkt Bild zu diesem Denkmal hochladen | Sachgesamtheit: König-Georg-Kaserne | Möckern, Georg-Schumann-Straße 146; 148 (Karte) | 1898 (Kaserne)               | Sachgesamtheit: König-Georg-Kaserne mit Verwaltungs- und Lager- sowie Kasernengebäude an der Georg-Schumann-Straße, Einfriedung, Kastanienallee und Wasserturm (Pulverturm genannt) (siehe auch Einzeldenkmaldokument – Obj. 09294131, gleiche Anschrift) | 09304497 |
| Direkt Bild zu diesem Denkmal hochladen | Militärgelände                      | Gohlis-Nord, Olbrichtstraße 2; 4 (Karte)        | bez. 1899–1902 (Nebenanlage) | Militärgelände des ehemaligen Heeresbekleidungsamtes/19. Armeecorps und zentrale Poststelle der SMAD/Rote Armee in Ecklage Max-Liebermann-Straße und Ecklage Fritz-Reuter-Straße mit Stabs-, Wirtschafts- und Verheiratsgebäude(2), Schuhmacherei(6) Bekleidungslagergebäude(7), Bekleidungsnähgebäude(8), Maschinenhaus(5), Offiziersspeiseanstalt(1), Wohn- und Verwaltungsgebäuden(3 und 4), Remisen(14 und 15), Wachgebäude(12; bez. 1901; am Viertelsweg gelegen), Offizierscasino(20), Reithalle(16), Pferdeställen(17), Nebengebäude an der Fritz-Reuter-Straße(21) sowie Straßenpflasterung des Viertelsweges zwischen Olbricht-Straße und Walther-Stoecker-Straße, Wegepflasterung auf dem Gelände zwischen Viertelsweg und Max-Liebermann-Straße, Einfriedung (Klinkerbauten; Bereich zwischen Max-Liebermann-Straße und Viertelsweg als Sachgesamtheit) | 09297771 |
| Weitere Bilder                          | Kasernenkomplex                     | Gohlis-Mitte, Viertelsweg 57 (Karte)            |                              | Kasernenkomplex zwischen Viertelsweg und Tresckowstraße, Hans-Oster-Straße und den Kasernenanlagen an der Olbrichtstraße (vgl. Planauszug), Sachgesamtheit | 09300281 |

## Denkmale der Wissenschaft und des Sports
| Bild           | Bezeichnung                          | Lage                                      | Datierung              | Beschreibung | ID       |
| -------------- | ------------------------------------ | ----------------------------------------- | ---------------------- | --- | -------- |
| Weitere Bilder | Zentralstadion                       | Zentrum-Nordwest, Am Sportforum 3 (Karte) | 1954–1956 (Stadion)    | Komplex des Zentralstadions (siehe Zentralstadion Leipzig (1956) und Zentralstadion Leipzig (2004)) mit Hauptgebäude an der Friedrich-Ebert-Straße, Nordeingang, Terrassenanlage und Eingang im Westen, Südanlage mit Glockenturm und vorgelagertem Areal der Festwiese, sowie Wallanlage mit Aufgängen, Kassenhäuschen sowie Plastiken vor dem Hauptzugang (Sachgesamtheit; dazugehörig das kurz zuvor errichtete Schwimmstadion); Seltenheits-, Geschichts- und Erinnerungswert, Architekturzeugis, Kulturdenkmal von nationaler Bedeutung | 09293974 |
| Weitere Bilder | Deutsche Hochschule für Körperkultur | Zentrum-West, Jahnallee 59 (Karte)        | 1953/1957 (Hochschule) | Ehemalige Deutsche Hochschule für Körperkultur und Sport: gesamter Hochschulkomplex als Sachgesamtheit mit Sporthallen, Verwaltungsbauten (teilweise heute Handelshochschule Leipzig), Verbindungsbauten, Eichenallee Richtung Mainzer Straße sowie als Nebenanlage die Grünfläche mit Natursteinmauern und Ziersträuchern zwischen den Kampfsporthallen und der Eichenallee und zwei Ziergittertoranlagen an den seitlichen Zugängen am Hauptgebäude Jahnallee sowie künstlerische Ausstattung des Mensagebäudes;                           | 09291635 |
|                | Schule                               | Kleinzschocher, Ratzelstraße 26 (Karte)   | 1928 (Schule)          | 55. Schule als U-förmige Anlage mit Turnhalle, Brunnen im Hof und Einfriedung sowie Schulhof (Sachgesamtheit, Seitenflügel mit Klassenzimmern). Architekt Hubert Ritter | 09263632 |

## Denkmale der Wasserversorgung
| Bild           | Bezeichnung                                                                     | Lage | Datierung | Beschreibung | ID       |
| -------------- | ------------------------------------------------------------------------------- | ---- | --------- | --- | -------- |
| Weitere Bilder | Sachgesamtheit sämtlicher erhaltenen Standorte historischer Handschwengelpumpen |      |           | Sachgesamtheit sämtlicher erhaltenen Standorte historischer Handschwengelpumpen jeweils mit Brunnenschacht und Abdeckplatte sowie den erhaltenen Pumpenkörpern im Stadtgebiet Leipzig; vorwiegend der Typen Gotik, Kleiner Löwe, Großer Löwe, Delphin und Vogelkäfig (alle Einzeldenkmale), ehemals 282 Standorte zur Wasserversorgung von Gespannpferden sowie Kleintieren | 09300441 |